# Moralité (théâtre)
Cet article concerne le genre littéraire et théâtre. Pour le concept moral, voir Moralité.
La moralité est un genre littéraire et théâtral du Moyen Âge et du XVIe siècle, didactique et allégorique. Elle met en scène des personnages allégoriques, représentant les vices et vertus des hommes ainsi que les défauts de la société ; le thème central est l’antagonisme entre Bien et Mal.

## Le genre
Cette forme dramatique apparaît à la fin du XIVe siècle et se développe au XVe siècle surtout en France et en Angleterre ; elle disparaît après les années 1550-1560.
La moralité veut donner du monde une explication allégorique. Elle connaît un grand succès au XVe siècle, à une époque qui aime le didactisme imagé, et disparaît progressivement au XVIe siècle quand le théâtre se tourne vers l’imitation de la réalité, conformément à la mimésis aristotélicienne.
Les pièces sont de taille très variable : 
- on trouve d’une part des moralités courtes (197 vers pour L'Eglise et Le Commun ; 262 vers pour la Moralité du Cœur et des cinq sens de l’homme par exemple ;  la moyenne est de 1000 vers) avec quatre ou cinq personnages et sans action dramatique véritable ; certaines de ces moralités ont des intentions satiriques très nettes (Marchebeau par exemple)
- d’autre part, des moralités longues, de plusieurs milliers de vers (jusqu’aux 30 000 vers de Simon Bourgouin pour L'Homme juste et l'Homme mondain), qui mettent en scène des dizaines de personnages et font assister à toute une histoire édifiante : dans ces derniers cas, leurs thèmes et leurs modes de représentation s’apparentent à ceux des mystères religieux de la même époque.

La moralité relève autant du théâtre religieux que du théâtre profane : on y trouve des pièces religieuses et édifiantes mais aussi des moralités à tonalité satirique, voire politique ; avec la Moralité du Concile de Bâle en 1434 ou des pièces comme la Moralité à cinq personnages, la Moralité du Pauvre peuple, apparaît un théâtre qui pose des questions autant politiques que religieuses sur l’état de la société.
Au XVIe siècle en France, la moralité se prête particulièrement à la satire et à la polémique religieuse : « Le but que s'assigne la moralité, et que l’allégorie lui rend aisément accessible, consiste à dégager des apparences et de l'obscurité les forces profondes qui agissent dans le monde et dans l'homme, au service du bien ou au service du mal. La moralité dissipe les ténèbres et les illusions du sensible, elle fait tomber les masques et remplace les apparences trompeuses par la réalité (…) Cette révélation peut prendre le ton sérieux du sermon, mais le théâtre est plus efficace quand il fait rire. ». Elle sera notamment utilisée par les Réformés avec un objectif polémique, dans des « moralités de combat », avec un but de propagande évangélisante. On en dénombre 23 de ce type, soit le tiers du répertoire subsistant des moralités du XVIe siècle. Leur représentation a parfois mis en danger les acteurs : à Paris en 1540, cinq acteurs ont été noyés dans la Seine pour avoir monté une moralité protestante estimée hérétique ; à Angers en 1550, à la suite de la représentation d'une moralité intitulée Le Monde renversé « publiquement en la place Neufve par Ie temps et espace de trois jours consécutifs », l'auteur, Martial Guyet, ainsi que son frère et les autres de la troupe, « accusez du crime d'hérésie » ont été condamnés à mort. Ayant pris la fuite, les frères Guyet échappent au bûcher, mais sont brûlés en effigie sur la place des Halles le 22 aout 1556.
Au XIXe siècle et au XXe siècle, certains auteurs de théâtre renouent avec les genres dramatiques médiévaux, dont celui de la moralité : Octave Mirbeau, Farces et moralités, 1904, par exemple.
En 1911, Hugo von Hofmannsthal adapte Everyman sous le titre de Jedermann ; Jean Sibelius en écrit la musique. Le premier Festival de Salzbourg, le 22 août 1920, s’ouvre par la représentation de Jedermann sur la place de la Cathédrale, et depuis, le festival commence traditionnellement par une représentation de cette pièce sur cette même place.

## Représentation scénique au Moyen Âge
Les moralités utilisent un dispositif scénique semblable à celui des mystères : estrades uniques ou multiples selon la taille de la pièce ; « mansions » en décor simultané. Le choix moral se donne à voir à travers le déplacement accompli devant le spectateur, de gauche à droite, vers une destination bien visible (Enfer et Paradis figurent sur l’estrade)

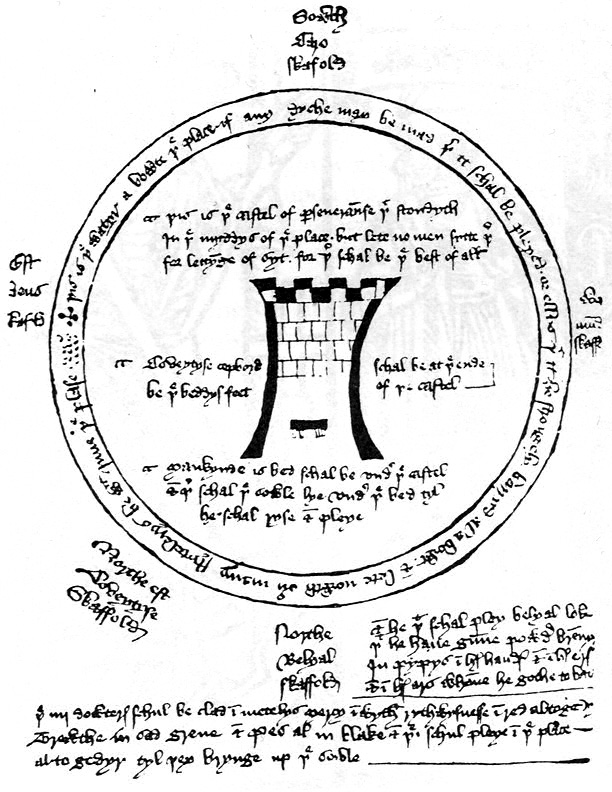
Schéma dans le manuscrit du Château de Persévérance, montrant la disposition des mansions

Au moins deux moralités du XVe siècle donnent des éléments scéniques qui permettent d’en reconstituer la représentation : 
- La Moralité de Bien avisé Mal avisé donne des précisions sur la disposition du lieu : deux itinéraires, l’un à droite et l’autre à gauche, sont matérialisés par des marches ; une haie d’épines sert de frontière ; sur le côté droit figure une roue de Fortune sur laquelle on fait monter puis dégringoler des acteurs. Des masques complètent le déguisement. Les costumes obéissent à un code : le juste est en bleu, le pécheur en rouge, Libre Arbitre porte un habit à deux couleurs, symbole de choix.
- Pour The Castel of Perseverance, le livret de scène à la fin du manuscrit indique cinq mansions disposées en cercle correspondant chacune à un lieu scénique réservé à un des personnages de la pièce : Monde, Dieu, Belial, Cupidité et Angoisse. Au centre, s’élève une tour, lieu de Genre Humain ; en dessous, un lit où se trouve l’âme de Genre Humain, prête à s’élever au signe de Dieu. Le cercle des mansiones doit être entouré d’un fossé plein d’eau ou à défaut d’une palissade. D’après d’autres indications scéniques, Belial pouvait utiliser de la poudre pour armes à feu, sans doute avec des effets comiques.

## Principales moralités du Moyen Âge
- The Pride of Life est la plus ancienne moralité connue, peut-être écrite en 1337[5]. Le Roi de Vie, fier de ses pouvoirs illimités, est encouragé dans son arrogance par ses chevaliers, Force et Santé. La Reine lui rappelle qu’il ne peut échapper à la mort et qu’il devra paraître devant Dieu. Le Roi lance un défi à Mort qui l’accepte et vainc le Roi[6].
- La Moralité de Bien avisé, Mal avisé[7], avec 59 personnages et environ 8000 octosyllabes a été représentée pour la première fois à Rennes en 1439, mais date peut-être de la fin du XIVe siècle. Elle a pour thème le salut humain : Bien avisé et Mal avisé font route ensemble, jusqu’à leur rencontre avec Franche Volonté ; Bien Avisé va suivre le rude « chemin de Salvation », où il rencontre les différentes Vertus, passe par les étapes de Contrition et Humilité, et meurt dans les bras de Bonne Fin ; Mal avisé suit le « chemin de perdition », d’abord plein d’agréments, mais qui passe ensuite par Pauvreté, Larcin et par tous les Vices jusqu’à Désespérance, puis Male Fin (Mauvaise Fin), truie aux grosses mamelles entourée de petits « diabletons » qui étrangle Mal Avisé et le livre aux diables.
- L’Alliance de Foi et de Loyauté, composée à Liège à la fin du XIVe siècle, fait allusion aux luttes politiques dans l’évêché de Liège et prône la réconciliation.
- The Castel of Perseverance (Le Château de Persévérance) a été écrit entre 1425 et 1440 en moyen anglais. Cette moralité de 3649 vers est centrée sur le thème de la recherche du salut par l’homme. Elle comporte 8 personnages principaux : Mankind, Belial, World, Good Angel, Bad Angel, Seven deadly sins, Death, God the Father, ainsi que des figurants. Le protagoniste, Mankind (Genre Humain), tombé sous la domination de Plaisir et de Folie, se réfugie avec les Vertus dans le Château de Persévérance. Il est entraîné au-dehors par Avarice ; mais au moment de sa mort, Paix et Miséricorde apparaissent et le sauvent de l’Enfer. Le manuscrit qu'il a transmis, conservé à la Folger Shakespeare Library de Washington, comporte à la fin un livret de mise en scène qui permet d’en reconstituer la représentation.
- Moralité pour le jour Saint Antoine, représentée au Collège de Navarre en janvier 1427.
- Moralité du Concile de Bâle, composée vers 1435-1436 par un clerc. Il utilise le théâtre comme instrument de diffusion d’idées politiques : la scène se passe au concile où siègent France déchirée par la guerre et Église corrompue ; Paix, Réformation et Hérésie engagent un dialogue avec elles sur les moyens de retrouver la paix et l’ordre grâce à ce concile.
- Moralité de l'Homme juste et l'Homme mondain. Cette très longue pièce de presque 30 000 vers, 84 rôles parlants et un certain nombre de figurants chargés notamment de représenter les saints du Paradis, a été représentée à Tarascon en 1476 aux frais de René d'Anjou. Elle est publiée en 1508 à Paris par Antoine Vérard sans nom d’auteur mais celui-ci s’y trouve dissimulé dans un acrostiche formé par les initiales des seconds hémistiches des vers d’une « Oraison à Notre Dame » à la fin du volume : on y lit le nom de Simon Bourgoin[8], qui avait le titre de valet de chambre du roi Louis XII. Bourgoin n’ a peut-être été que le compilateur et réviseur d’une pièce plus ancienne, plutôt qu’auteur au plein sens du mot[9]. La pièce reprend dans la première partie, la plus développée, le thème du voyage spirituel de la Moralité de Bien avisé Mal avisé, avec le même choix entre les deux chemins du salut et de la perdition. La seconde partie met en scène le voyage de l’âme de l’homme juste dans l’au-delà, de l’Enfer au Purgatoire, jusqu’à son jugement au Paradis.
- La Moralité a cinq personnages a été composée vers 1484-1485, en 1692 vers. Deux bergers, le Grand et le Petit, évoquent avec nostalgie l'époque heureuse où le monde vivait en paix et vertueusement. Justice arrive et leur explique les raisons des changements présents en rejetant sur eux la responsabilité des malheurs qui les accablent. Le Grand réplique en désignant comme cause de tous les maux un paillard esglanter planté au plus bel de France. Les bergers font appel à un autre berger, Conseil, pour qu'il leur explique la venue de l'églantier en France: c'est une malle pastorelle nommée Division qui l'a introduit. Cet arbre a tari la fontaine de Justice où les bergers menaient leurs troupeaux. Le Grand et le Petit s'accusent mutuellement. Justice situe les responsabilités de chacun et invite les bergers à arracher l'arbre : le Grand et le Petit s'arment de leurs instruments et rasent l'arbre ; la fontaine de Justice jaillit à nouveau. Un long débat s'engage pour savoir qui aura la charge de garder la précieuse fontaine : c’est Paris, fils de Priam, qui est désigné ; s’il est mort, la garde sera confiée à un Paris de plus grant renom, la ville qui porte son nom. Justice explique en détail à Paris le fonctionnement de la fontaine et rappelle le Grand et le Petit à leurs devoirs mutuels, elle prend congé, non sans avoir averti les bergers qu'elle reviendra pour demander des comptes.
- Nature, composée vers 1490 par le clerc anglais Henry Medwall, mort en 1502. La pièce écrit le voyage de l’Homme vers le salut et commence par un monologue de dame Nature qui décrit et loue l’ordre de l’univers ; elle enjoint à l’Homme, accompagné de sa nourrice, Innocence, qui va entamer son voyage dans le Monde, d’obéir à Raison et de dominer Sensualité.
- Everyman est une moralité en moyen anglais, composée vers 1495. Une œuvre en néerlandais intitulée Elckerlijc, avec la même histoire et le même thème, est écrite vers la même date par Peter van Diest et semble en être le modèle. La moralité anglaise comporte 15 personnages : Everyman, God, Death, Fellowship, Kindred, Cousin, Material Goods, Good Deeds, Knowledge, Confession, Discretion, Strength, Everyman's Five Wits, Beauty, et Angel. Dieu envoie la Mort porter un message à Everyman (l’homme commun ou tout un chacun) pour que ce dernier se prépare à rendre compte de sa vie. Everyman offre de l’argent à la Mort pour l’éloigner, mais Mort refuse et lui conseille de se choisir des compagnons. Everyman choisit Bonnes actions, Connaissance, Discrétion, Force et Beauté. Une fois qu’il a reçu l’extrême-onction, les trois dernières l’abandonnent l’une après l’autre, et seules Bonnes actions et Connaissance restent avec lui devant Dieu.
- La Moralité de l’aveugle et du boiteux est composée par André de la Vigne[10] en 1496 pour la fête patronale de Seurre sur la commande de Philippe de Hochberg, gendre du duc Philippe II de Savoie et seigneur de Seurre. La pièce est conçue par l’auteur comme un épilogue pour le Mystère de saint Martin qu’il a écrit pour la même fête : elle met en scène deux infirmes confrontés au miracle possible de la guérison par l’intermédiaire des reliques de saint Martin : le boiteux refuse, préférant continuer à gagner assez d’argent sans travailler en mendiant, et, guéri malgré lui, injurie le saint ;  l’aveugle guéri se réjouit et loue Dieu.
- La Condamnation de Banquet de Nicole de la Chesnaye, fin XVe siècle.
- La Moralité de l’Homme pécheur représentée à Tours en 1494. En 22000 vers et 62 rôles, l’Homme pécheur est mis en scène de l’adolescence à la mort. Il suit d’abord le bon chemin vers le salut, puis rencontre les Vices et Sensualité, chute moralement, monte sur l’arbre des Vices et se divertit dans le jardin du Monde avec Luxure ; Maladie et Mort lui font enfin retrouver la bonne voie, par le chemin de Pénitence, en compagnie de Persévérance.
- Moralité du Cœur et des cinq sens de l’homme, en 262 vers. Cette moralité a été conservée à la fin d’un manuscrit où sont copiées des œuvres de Jean Gerson et on la lui attribue : Dieu confie aux soins de six écoliers Cœur et les cinq sens pour que Raison les éduque.
- Marchebeau (XVe siècle ?) est une moralité qui tire vers la farce : Marchebeau, le fantassin, et Galop, le cavalier, deux seigneurs ruinés, se vantent de leurs exploits et triomphes faciles ; surviennent deux dames, Amour et Convoitise, qui se laissent d’abord prendre à leurs fanfaronnades, mais reconnaissent vite à qui elles ont affaire et les laissent tomber ; la moralité : « Amour ne fait rien sans argent ».

## Principales moralités en France auXVIesiècle
- L’Estrif du pourveu et de l'ellectif de l'ordinaire et du nommé, connu aussi sous le nom de Moralité du Nouveau monde, publiée à Paris en 1508 par Guillaume Eustache[11]. C’est une moralité à 14 personnages avec un mélange curieux de personnages allégoriques : Benefice grant, Benefice petit, Pragmatique, Election, Nomination, l’Ambitieulx, Vouloir Extraordinaire, Provision Apostolique, Collation Ordinaire, Université, Le Héraut, Droit, Rayson, et de personnages historiques : Legat, Pere sainct, Quelc’un. À sujet politique, autour de la Pragmatique Sanction, composé à Toulouse.
- Guillaume Thibault, La Dame à l’agneau et la Dame à l’aspic, représentée à la fin du banquet qui a conclu la cérémonie du Puy de la Conception de la Vierge, dit aussi Puy de Palinods, à Rouen, en 1520. La Dame a l'aspic qui est à la fois le serpent tentateur du jardin d’Eden, mais  aussi les Visconti (qui ont pour arme une guivre), contre qui François Ier est parti en guerre, et la Dame à l'agneau, image de l’Église mais aussi allégorie de Rouen, vantent chacune leurs œuvres et se querellent assez aigrement, quand viennent à passer Cœur félon et Noble Cœur, qui prennent fait et cause pour elles ; le dialogue est vif, et la discussion se continue entre tous quatre, jusqu'à ce que, pour en finir, Cœur félon défie Noble Cœur. La dame à l'agneau adresse alors une prière à Dieu pour qu'il protège son champion, et, sans combattre, Cœur félon s'avoue vaincu et se prosterne devant la Vierge.
- Jean Gachi ou Gacy, né à Cluses, franciscain, publie en 1524 à Genève chez Wigand Köln un Trialogue nouveau contenant l’expression des erreurs de Martin Luther[12], une des très rares pièces connues composées par un catholique contre les doctrines réformées. Il n’y a pas de certitude qu’elle ait été jouée[4].
- La farce des Theologastres à six personnages, composée vraisemblablement entre 1526-1528 et publiée vers 1531[13], où est mis en scène Louis de Berquin[14]. Foi se plaint de bientôt succomber au « mal sorbonique ». Le remède se trouve « où Raison domine », c’est-à-dire en Allemagne. Theologastres et Fratrez sont épouvantés par cette allusion à Luther, mais Foi ne voit de guérison que dans le retour au « Texte de saincte Escripture ». Fratrez et Théologastres sont obligés d'avouer qu'ils ne connaissent pas Texte. Ils allèguent tous les théologiens du Moyen Âge, mais ce ne sont que des commentateurs. Texte apparaît lui-même, appuyé sur un bâton, « esgratiné et ensanglanté par le visage », accompagné de Raison : tous deux dénoncent les intrigues auxquelles les moines se livrent pour obtenir les bénéfices et louent ceux qui se vouent à traduire simplement Texte (Érasme, Le Fèvre d'Étaples, Mélanchthon, Berquin) : les docteurs qui cultivent les distinctions, les réticences, les subtilités de toute espèce, ne doivent pas être appelés « theologi » mais «theolonginqui » (éloignés de Dieu). Apparaît alors « Mercure d’Allemagne » qui prescrit un lavement de Texte par Raison, ce qui rendra la santé à Foi.
- Science et Anerie, vers 1530-1540 : Science et Anerie veulent chacune procurer un bénéfice à son clerc. Le clerc savant est méprisé ; celui d'Anerie débite un latin burlesque ; on lui donne aussitôt, non pas un, mais quatre bénéfices. Science prédit que de tels abus feront la part belle aux réformés. Le badin bénéficier ne l'écoute pas ; mais il est bonne âme, et consent qu'on laisse aux savants quelques croûtes de pain, pour qu'ils ne meurent pas de faim tout à fait.
- Matthieu Malingre, La Maladie de Chrétienté[15]. La pièce, imprimée à Neuchâtel par Pierre de Vingle en 1533, a été jouée « à Neuchâtel où Malingre était établi et où il exerçait même, à ce que l'on croit, des fonctions pastorales ; mais elle paraît avoir eu, même dans d'autres villes, un succès durable. Il n'est guère douteux en effet qu'une moralité jouée à Genève le 2 mai 1546 sous ce titre : La Chrestienté malade, ne soit la pièce de Malingre »[4] ; elle est aussi représentée à La Rochelle en 1558, « en présence et sous les auspices du Roi et de la Reine de Navarre, Antoine de Bourbon et Jeanne d'Albret »[4].
- Matthieu Malingre, La Vérité cachée, imprimé à Neuchâtel par Pierre de Vingle en 1533-1534.